# メッツァ (テーマパーク)
メッツァ（フィンランド語: Metsä）は、埼玉県飯能市にある郊外型レジャー施設。ムーミンテーマパーク「ムーミンバレーパーク」と、北欧の生活をテーマにした複合施設「メッツァビレッジ」から構成される。
ムーミンテーマパークは、本拠地であるフィンランド国外では初進出となる。正式名称はテーマパークとパブリックゾーンを含めた「メッツァ」であるが、マスメディアや飯能駅の副駅名標などの案内には「ムーミンバレーパーク」の名称が使用されることが多い。

## 計画
2015年6月30日、事業主体のフィンテックグローバルが「ムーミン」のテーマパークとして、埼玉県飯能市に「metsä（メッツァ）」を2017年春にオープンすることを発表した。「メッツァ（metsä）」はフィンランド語で「森」の意味。宮沢湖の周辺の約18万7,000平方メートル（東京ドーム4個分）の用地に展開され、有料の「ムーミンゾーン」と無料の「パブリックゾーン」が設けられる。
フィンテックグローバルは、同地でレジャー施設を運営していた西武鉄道と購入価格6億円で土地売買契約を結んだ。当初は東京都立川市などの都市部で小規模なテーマパークを検討し、2015年頃の開業を目指していたが、「森や湖がないとムーミンらしさが出ない」として宮沢湖周辺の土地を取得するに至った。
開業時期は当初の計画からは延期となり、2017年6月30日に着工に向けた地鎮祭が行われた。2018年10月3日に竣工したのち、同年11月9日にパブリックゾーンの「メッツァビレッジ」が先行開業し、2019年3月16日に「ムーミンバレーパーク」が開業した。

## ムーミンバレーパーク
ムーミンの物語を追体験出来るテーマパーク。「はじまりの入り江エリア」「ムーミン谷エリア」「コケムスエリア」「おさびし山エリア」の4つのエリアで構成されており、ムーミンをテーマにしたアトラクションやショップなどが配置されている。

### はじまりの入り江エリア
- ウェルカムゲート
- パンケーキレストラン → レットゥララウンジ（2021年12月10日より[10]）
- はじまりの店
- インフォメーション

### ムーミン谷エリア
- 水浴び小屋
- トリビアクエスト
- ムーミン屋敷
- 海のオーケストラ号
- リトルミイのプレイスポット → ムーミン谷の映画館（2024年3月1日より[11]）
- エンマの劇場
- 写真スタジオ
- アーケードゲーム
- テイクアウトフード
- リトルミイの店
- 郵便
- ニブリングの店

### コケムスエリア
- ムーミン谷の売店
- ムーミン谷の食堂
- ショップ＆カフェ
- ワークショップ
- KOKEMUS

### おさびし山エリア
- 飛行おにのジップラインアドベンチャー
- ヘムレンさんの遊園地
- スナフキンのテント
- 天文台
- 灯台

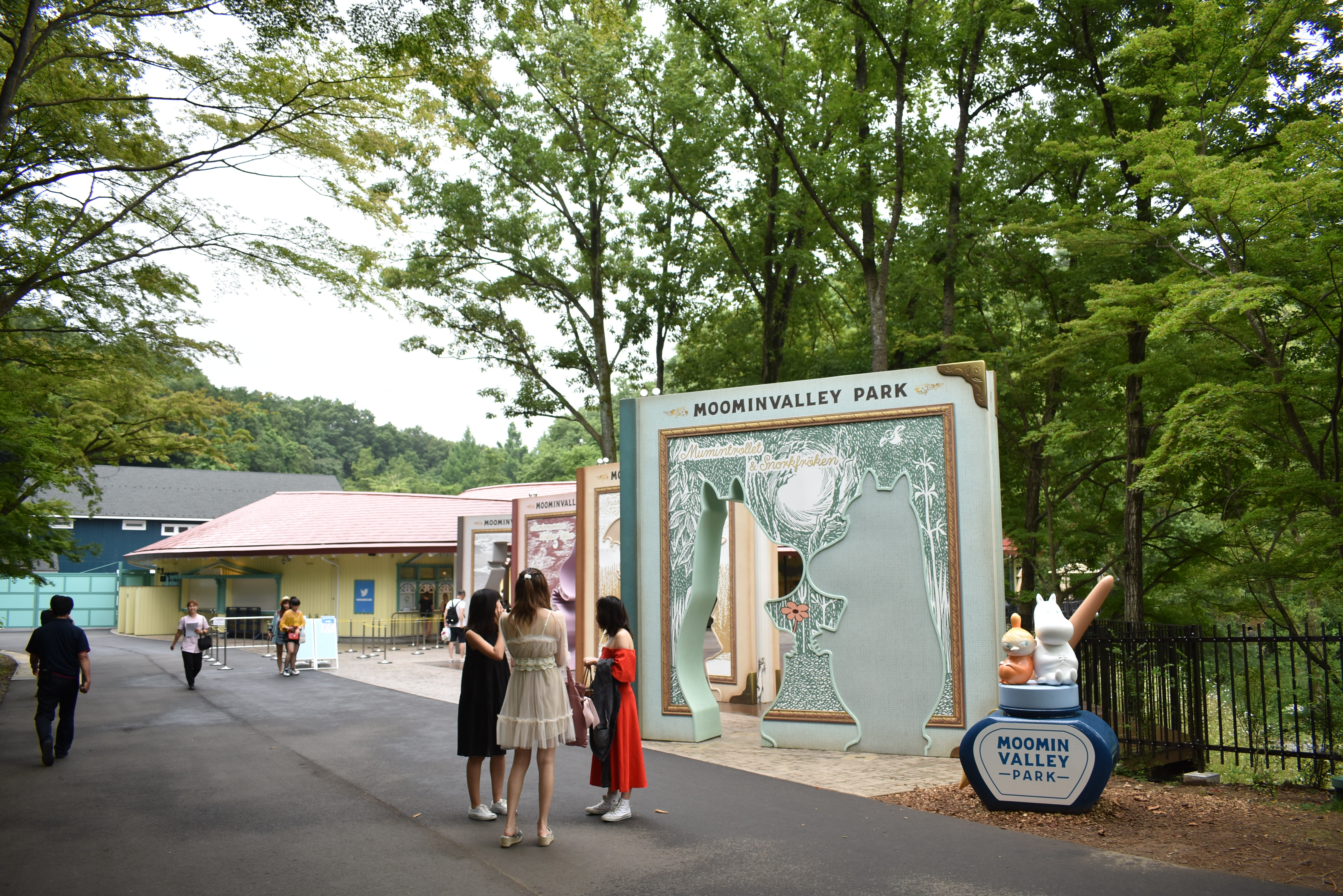
ウェルカムゲート（2019年7月）
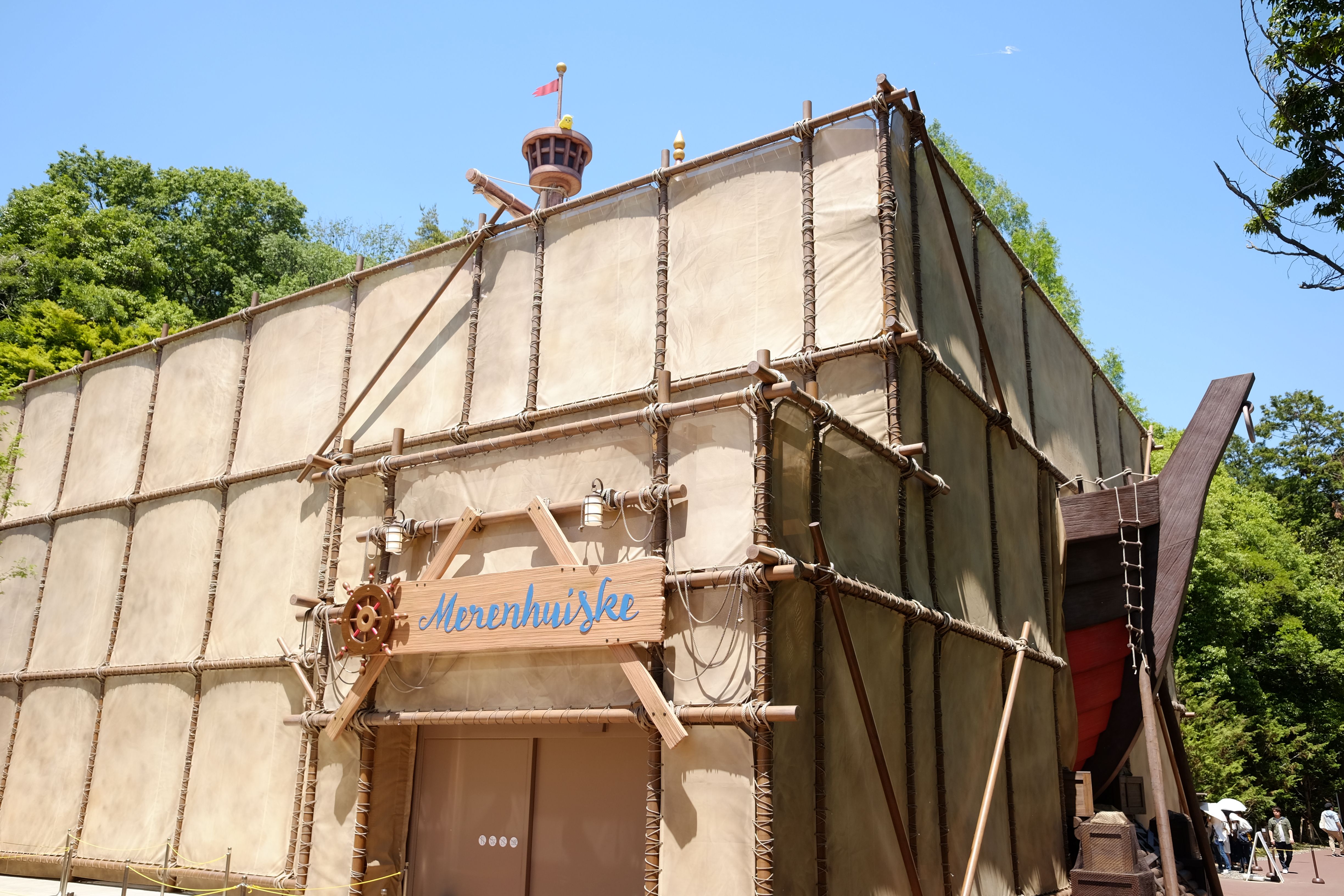
海のオーケストラ号（2019年5月）
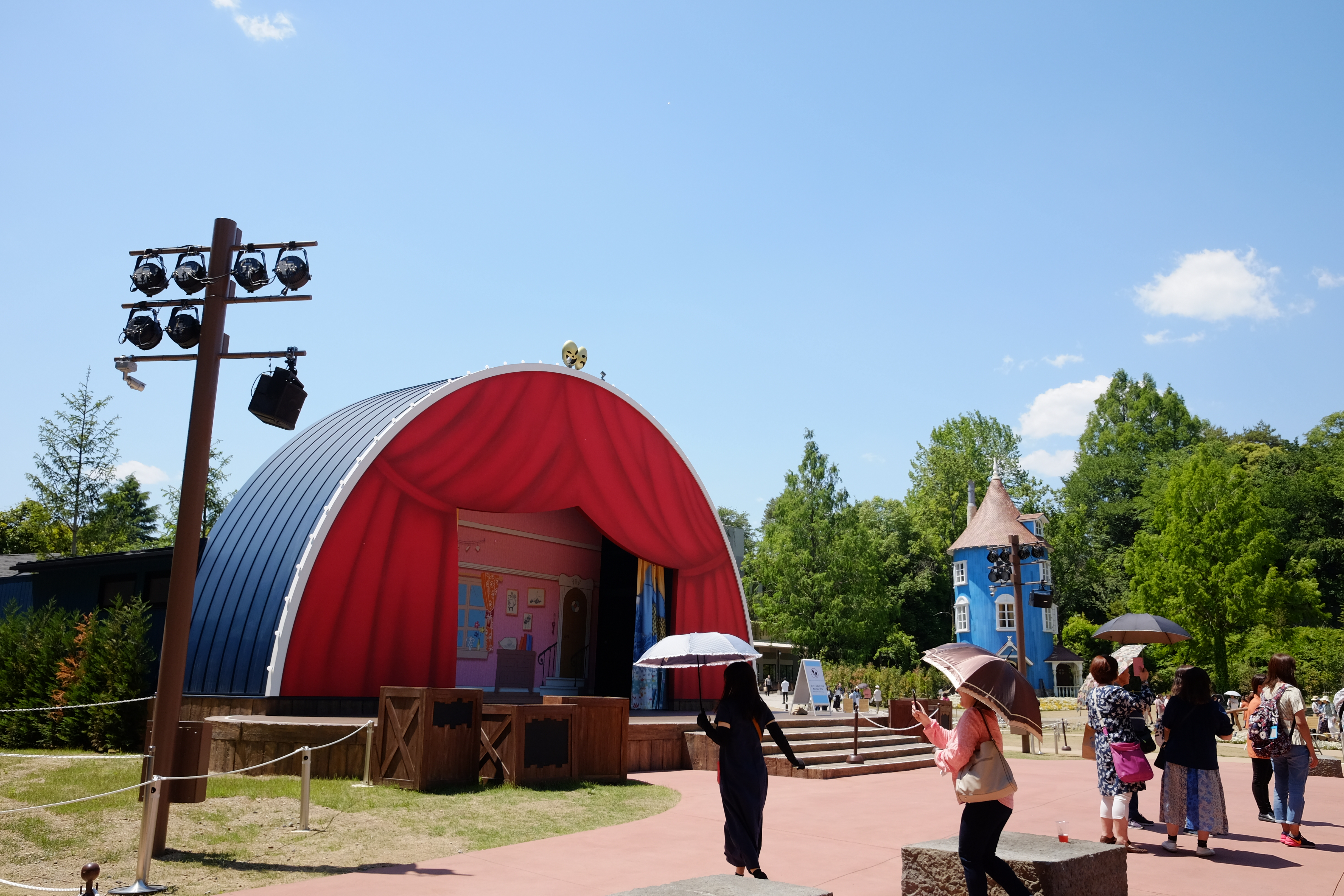
エンマの劇場（2019年5月）
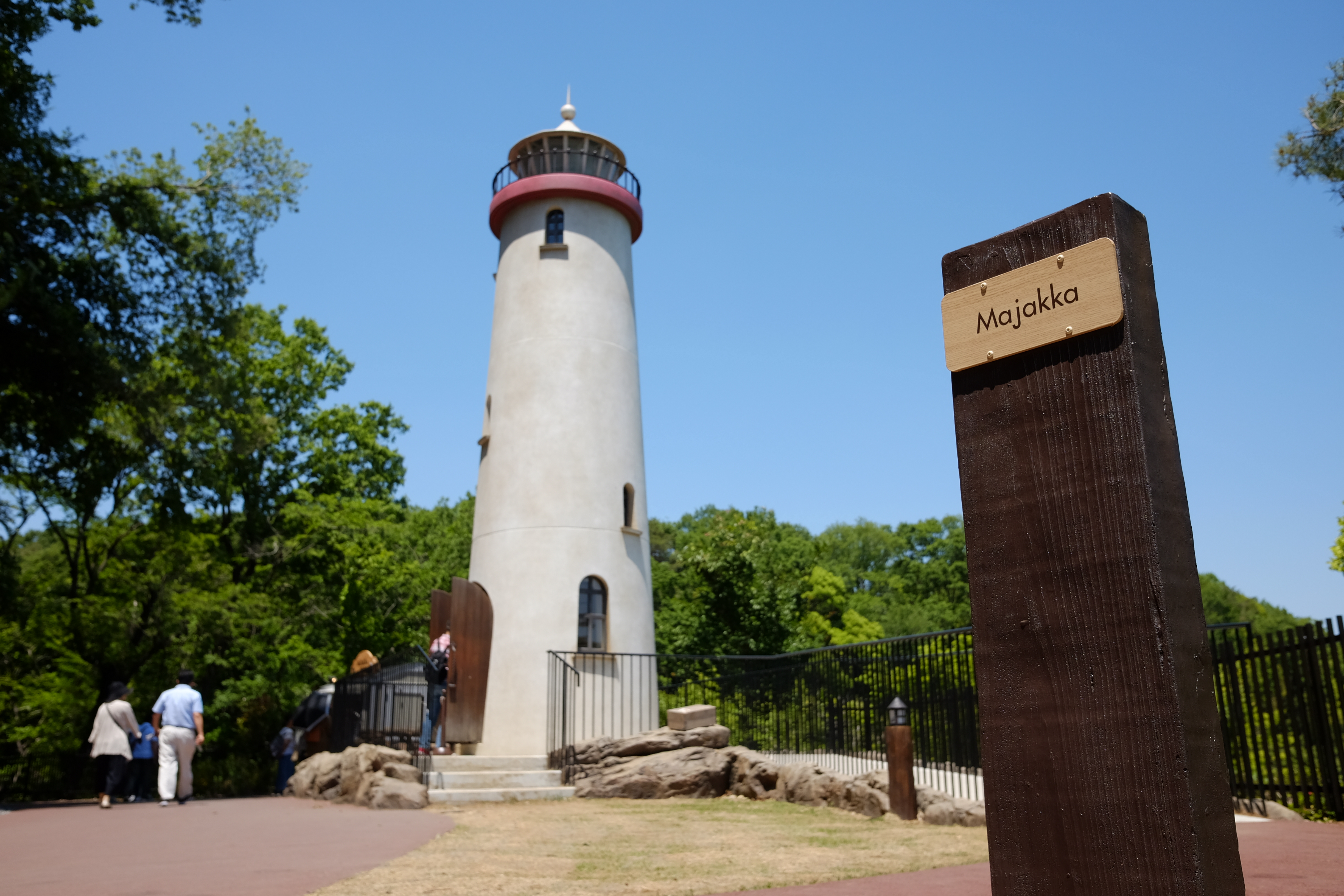
灯台（2019年5月）

## メッツァビレッジ
北欧のライフスタイルをテーマにしたパブリックエリア。
- VIKING HALL（レストラン棟）
- MARKET HALL（マーケット棟）
- ノルディクス
- ノルディックスクエア
- メッツァホール
- クラフトビブリオテック
- カヌー工房
- ノルディックスクエア
- ファンモック

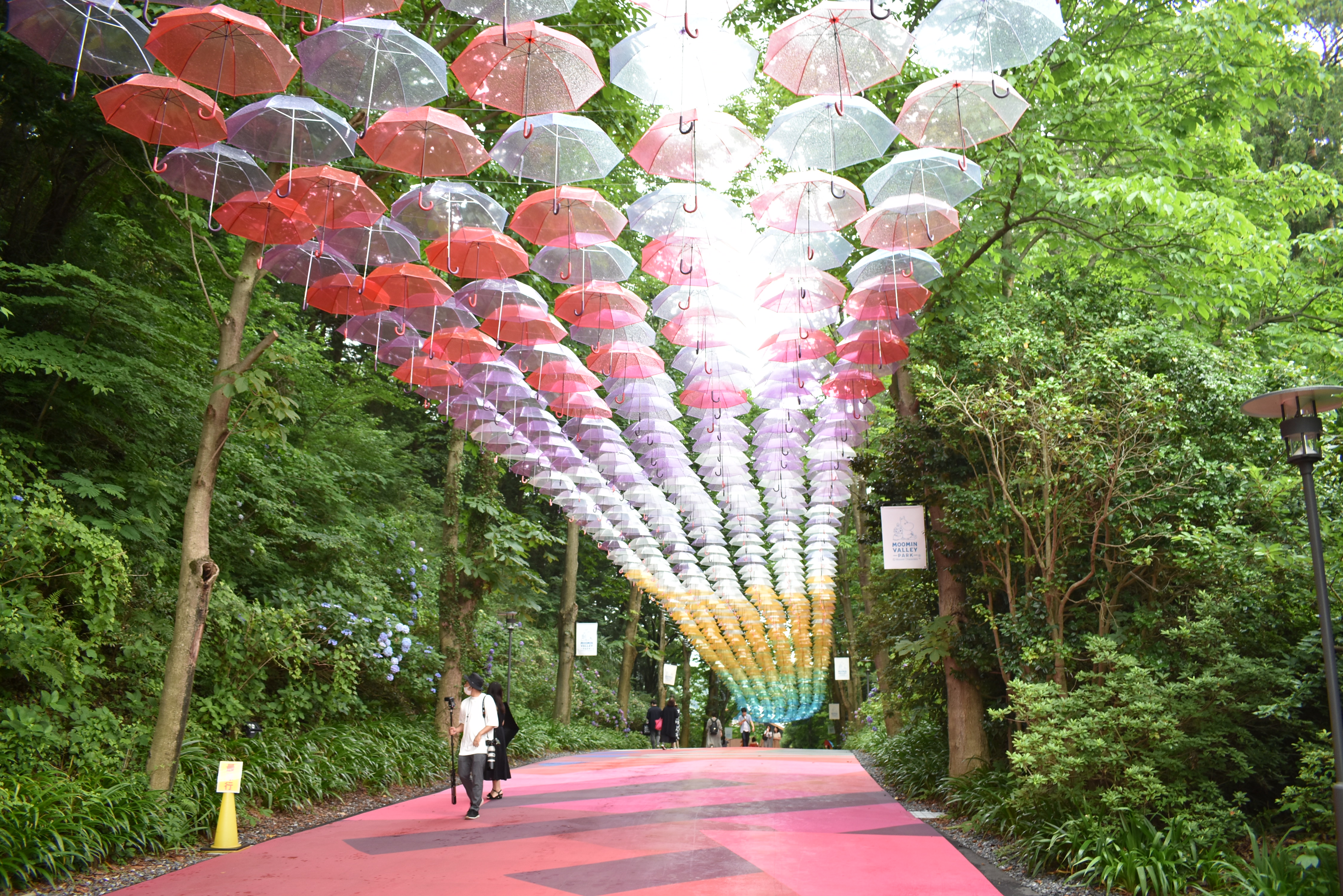
メッツァティエ（2019年7月）
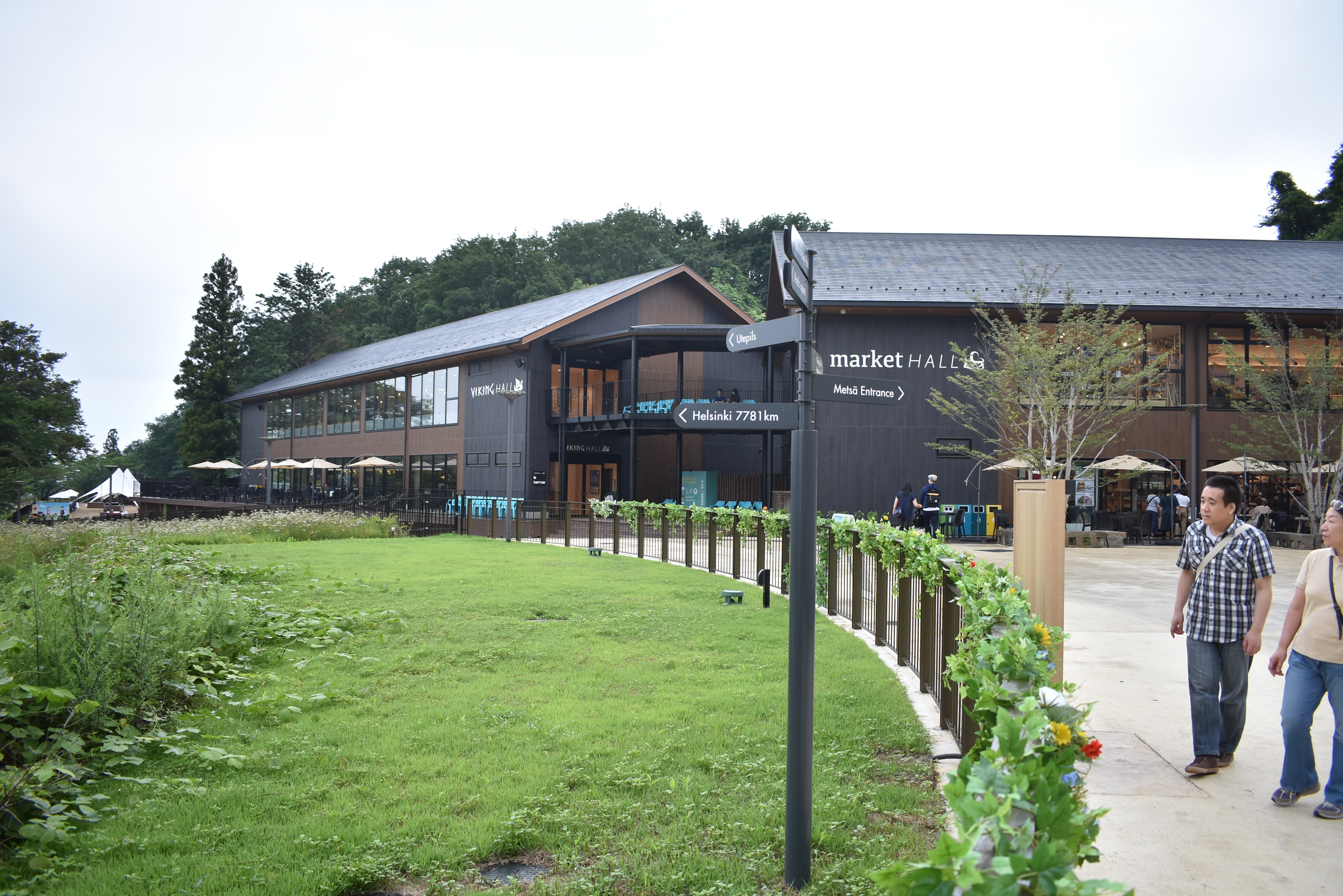
マーケットホール・ヴァイキングホール（2019年7月）
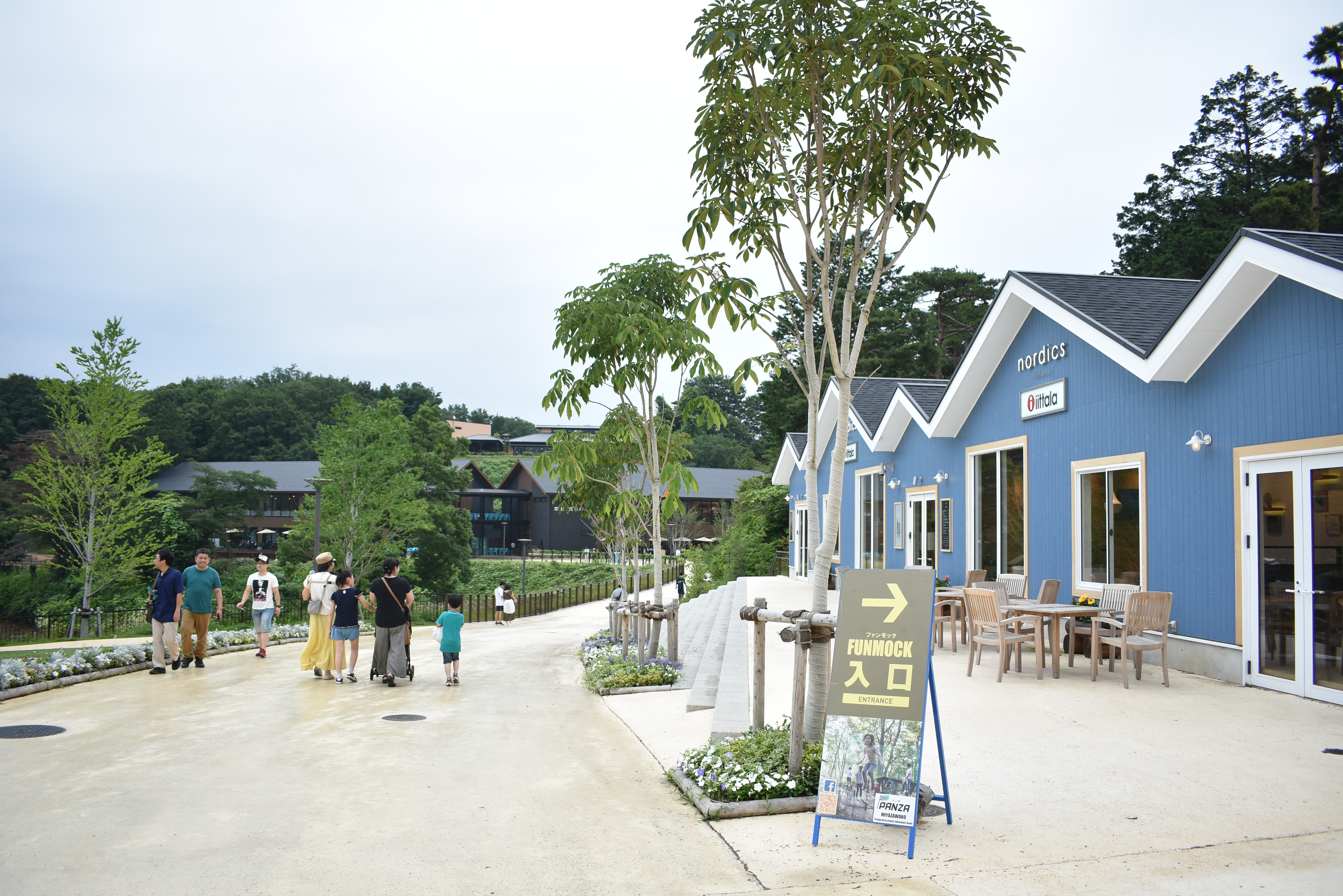
メッツァホール・クラフトビブリオテック（2019年7月）

## アクセス
（この節の出典：）
- 西武池袋線飯能駅北口から

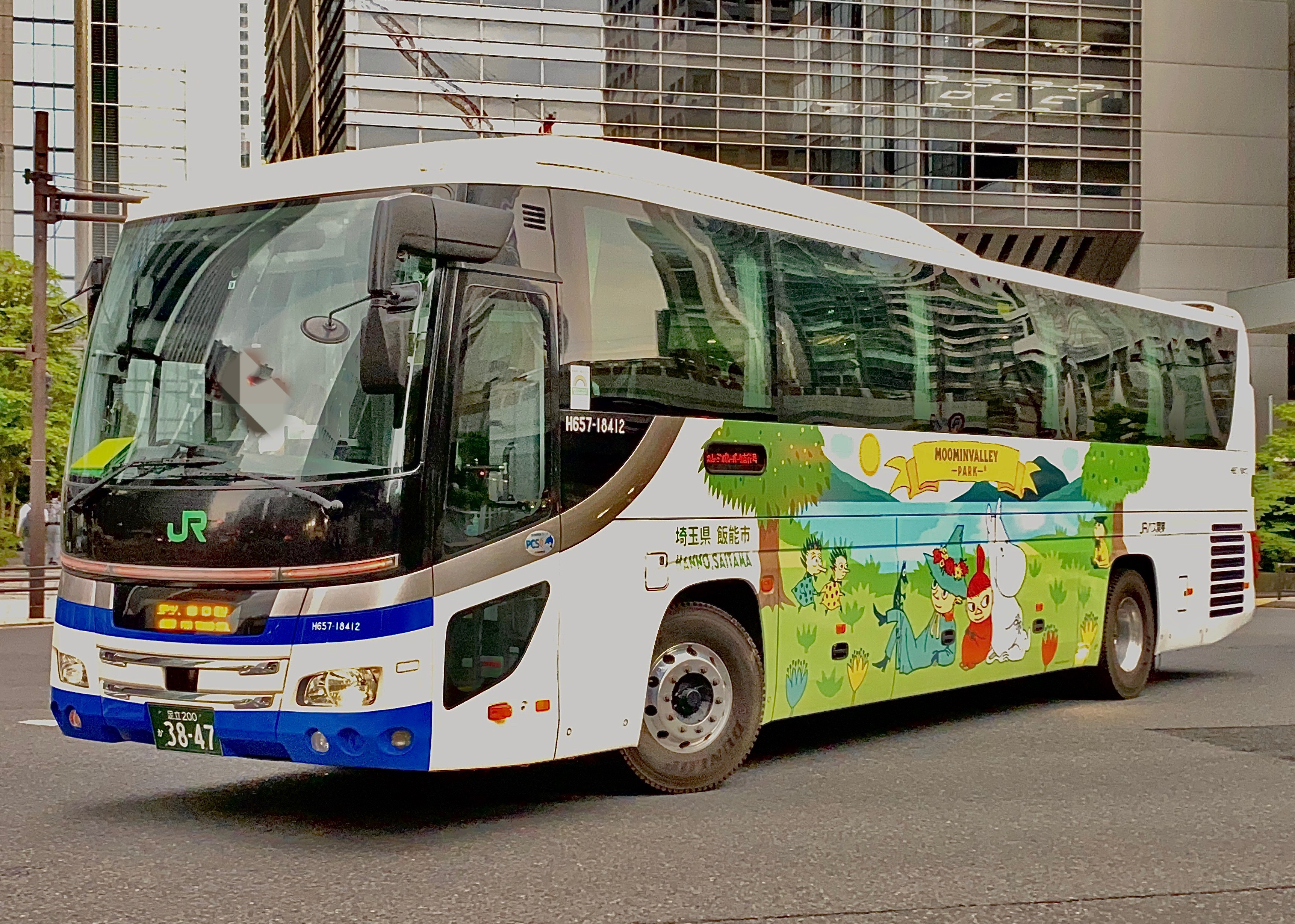
東京駅を発着するムーミンバレーパーク直行号（JRバス関東）

  - 西武バス・国際興業バス・イーグルバス「直通・メッツァ」行き乗車、終点下車
  - イーグルバス「武蔵高萩駅」行き乗車、「メッツァ」下車
- 西武池袋線・JR八高線東飯能駅東口から西武バス・国際興業バス・イーグルバス「直通・メッツァ」行き乗車、終点下車※現在東飯能駅からメッツァ行バスは運休中
- JR川越線武蔵高萩駅南口（さくら口）からイーグルバス「飯能駅北口」行き乗車、「メッツァ」下車
- 東京駅八重洲南口（JRハイウェイバスのりば）から高速路線バスを「ムーミンバレーパーク」まで運行（JRバス関東）。主に土曜、日曜、祝日、学休期間に運行。
- 首都圏中央連絡自動車道（圏央道）
  - 狭山日高ICから県道262号経由、5.4 km
  - 青梅ICから県道218号経由、約11 km

## 近隣の観光施設
- トーベ・ヤンソンあけぼの子どもの森公園 - 飯能市にある公園で、敷地内にはムーミンに関する施設がある[7]。
- 巾着田 - 日高市。ヒガンバナの群生で知られる。
- ところざわサクラタウン - 2020年11月に所沢市に開業したKADOKAWAの複合文化施設。当施設は、アニメや漫画などといった日本のサブカルチャー（クールジャパン）を発信する施設である。所沢市と飯能市は、同じ埼玉県西部に所在するということもあり、この2つのポップカルチャー施設を中心に埼玉県西部を活性化させようとする動きがある[13]。
- 青梅鉄道公園 - 隣接する東京都青梅市にある鉄道公園。JR東日本系列の公益財団法人である東日本鉄道文化財団による運営で、0系新幹線などの展示がある。
- 岩蔵温泉 - 青梅市にある東京都唯一の源泉の温泉郷。